# Frankie Gaye
Frances Timothy Gaye (né Gay), né le 15 novembre 1941 à Washington D.C. et mort le 28 décembre 2001 à Los Angeles, est un artiste américain et le frère cadet du chanteur Marvin Gaye. Son expérience en tant que soldat durant la guerre du Viêt Nam aurait inspiré la chanson « What’s Happening, Brother », incluse dans l’album conceptuel What’s Going On (1971) de son frère, œuvre majeure abordant les tensions sociales et politiques de l’époque.

## Biographie
Franklin Gaye nait à Washington D.C. en 1941, troisième des quatre enfants issus de l’union d’Alberta Williams et de Marvin Gay, Sr.. Lui et son frère aîné, Marvin, cultivent très tôt leur art vocal, d’abord au sein de l’église, puis en intégrant des formations locales de doo-wop. Avant d’être conscrit à l’âge de 25 ans pour servir lors de la guerre du Viêt Nam, Frankie occupe divers emplois dans la capitale fédérale. Durant son service militaire, il est affecté comme disc-jockey pour les forces armées. De retour à la vie civile en 1970, il entretient avec son frère des entretiens empreints d’émotion, au cours desquels il évoque les souvenirs funestes de son expérience guerrière. Ces échanges inspirent à Marvin la composition de What's Happening, Brother, titre figurant sur l’album What’s Going On, paru en 1971.

## Carrière
À compter du milieu des années 1970, Frankie Gaye s'associe à son frère, Marvin Gaye, l’accompagnant lors de ses tournées musicales. À l’occasion, ce dernier le fait monter sur scène avant son propre apparition, afin d’éprouver l’accueil du public. À l’instar de son aîné, puis de leur sœur Zeola, Frankie modifie l’orthographe de son patronyme en y adjoignant un « e » final. En 1977, il apporte sa contribution aux chœurs du succès Got to Give It Up, Pt. 1, puis est crédité comme coauteur de la bande originale du film Penitentiary (1979). Le 1er avril 1984, Frankie et sa seconde épouse, Irène, se trouvent près de la demeure parentale lorsque son frère est tué par leur père à la suite d’une violente altercation. En 1989, il signe chez Motorcity Records et enregistre deux singles : Extraordinary Girl et My Brother, ce dernier figurant sur l’album éponyme paru en 1990. Une version ultérieure de cette chanson est intégrée à la réédition de What’s Going On (1971), œuvre majeure de Marvin Gaye.

## Vie privée
En 1972, Frankie s’établit à Los Angeles, où il contracte une première union avec Judy Tench. De cette alliance naissent deux filles, Christy et Denise. Après la dissolution du mariage, il entretient une relation avec Irene Duncan, une Écossaise rencontrée à Londres. Les deux conjoints se marient en 1978 et pnt trois enfants : deux filles, April (née en 1983) et Fiona (venue au monde en 1993), ainsi qu’un fils, Frankie Jr. (né en 1992). En 1999, Frankie entreprend la rédaction de ses mémoires, intitulées Marvin Gaye : My Brother. L’ouvrage, achevé après son décès, est publié à titre posthume en 2003. Par ailleurs, il contribue ultérieurement à l’album What’s Going On de Marvin Gaye, paru en 1971.

### Mort
"Frankie" Gaye meurt le 28 décembre 2001, à l’âge de 60 ans, des complications consécutives à une crise cardiaque,. Il fut inhumé au Forest Lawn Memorial Park (Hollywood Hills). 

## Discographie

### Albums
- 1979 : Penitentiary
- 1990 : My Brother
- 1996 : The Very Best of Frankie Gaye

### Singles
- 1989 : « Extraordinary Girl »
- 1990 : « My Brother »